# Hippadenella floridana
Hippadenella floridana är en mossdjursart som beskrevs av Canu och Bassler 1928. Hippadenella floridana ingår i släktet Hippadenella, ordningen Cheilostomatida, klassen Gymnolaemata, fylumet mossdjur och riket djur.
Artens utbredningsområde är Mexikanska golfen. Inga underarter finns listade i Catalogue of Life.